# عبدالقادر بدران

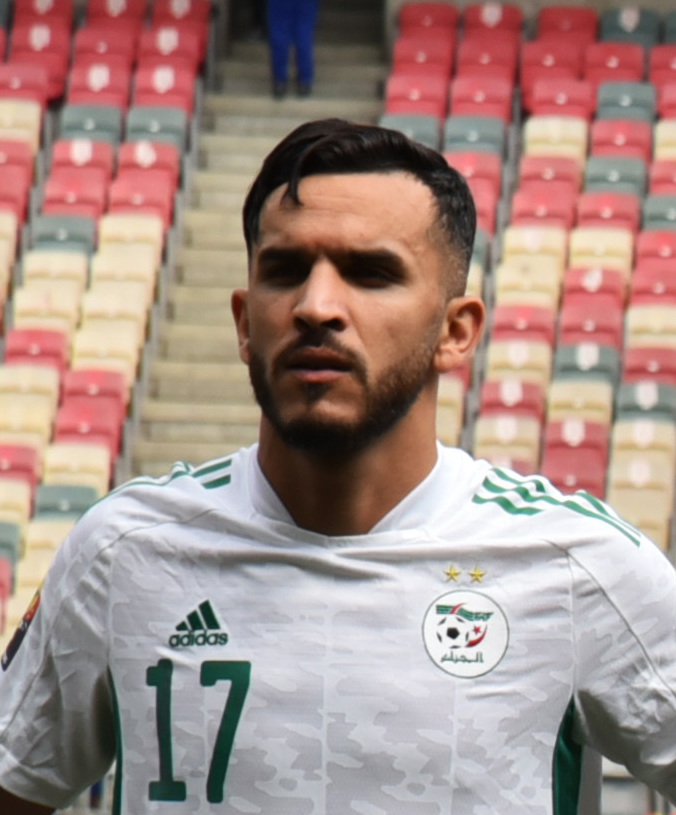
عبدالقادر بدران در سال ۲۰۲۲

عبدالقادر بدران (انگلیسی: Abdelkader Bedrane؛ زادهٔ ۲ آوریل ۱۹۹۲) بازیکن فوتبال اهل الجزایر است.